# Фрегат-СБ
«Фрегат-СБ» — модифікація універсального розгінного блоку, може бути використаний у складі ракети-носія середнього і важкого класів. Розроблено і виробляється в НВО ім. С. А. Лавочкіна (Хімки, Росія).

## Призначення
РБ «Фрегат» використовується для:
- виведення космічного апарата на опорну орбіту штучного супутника Землі;
- виведення космічного апарата з опорної орбіти на високоенергетичні орбіти, у тому числі на геостаціонарну і геоперехідну;
- орієнтації та стабілізації головного блоку на пасивній та активній ділянці польоту.

## Модифікації

Схема Розгінного блоку «Фрегат-СБ»

На сьогодні існує дві модифікації РБ «Фрегат»:
- базова, звана «Фрегат». Створена на базі рухової установки, розробленої для АМС «Фобос». Призначена для ракет нижнього середнього класу, таких як Союз-У, Союз-ФГ, Союз-2.
- з баками, що скидаються під назвою «Фрегат-СБ». Він використовує двигун, аналогічний застосованому в РБ «Бриз-М» і «Бриз-КМ». Тяга цього двигуна становить 2 тонни, що близько до оптимуму для ракет середнього класу, але недостатньо для РБ «Бриз-М», через що виведення на геоперехідну і відлітну траєкторії доводиться здійснювати в кілька імпульсів. Ця модифікація призначена для ракет верхнього середнього і важкого класів, в першу чергу, для РКН «Зеніт-3SLBФ», що володіє більшою вантажопідйомністю, ніж сьогоднішні модифікації РН «Союз».

## Конструкція
РБ «Фрегат-СБ» складається з двох виробів:
- РБ «Фрегат» з необхідними змінами;
- блок баків, що скидається, який являє собою тороподібну конструкцію, що складається з двох баків пального і двох баків окислювача.

Основні характеристики РБ Фрегат-МТ
| Маса заправленого РБ, т | ~7,7  |
| Кінцева маса РБ, т      | ~1    |
| Довжина РБ, м           | ~ 1,9 |
| Діаметр РБ, м           | ~ 3,8 |
| тяга, кгс               | 5     |
| кількість двигунів      | 12    |

## Випробування і використання
Перший запуск розгінного блоку «Фрегат» відбувся в 2000 році з космодрому Байконур.
Випробування модифікації «Фрегат-СБ» стартували в квітні 2009 року на космодромі Байконур.
Ракета-носій «Союз-ФГ» з розгінним блоком «Фрегат» використовувалася для запуску в 2003 році для запуску міжпланетної станції «Марс-експрес», а в 2005 «Венера-експрес». Всього було 18 вдалих пусків.
Розглядають можливість використання розгінного блоку «Фрегат» на західноєвропейській ракеті-носії Аріан-5 для розгортання системи супутникової навігації Галілео.
Велику частину запусків планують здійснювати на РН Союз-2 з використанням РБ «Фрегат».